# 交通员
交通员，中國共產黨在1949年執政之前地下黨員之一種，活動於「敌占区」和游击区与上下级组织联系，負責給地下黨員运送武器弹药、粮食衣物、情报信件等，是民國諜報戰的重要一環。在中華民國抗日戰爭期間，同時躲避南京國民政府與侵華日軍把守据点和追截。交通員固定駐守的地點稱之為地下交通站。
交通員在1949年後回顧他們當交通员的時代，通常稱之為「革命年代」，並被尊稱為「老交通員」。

## 來源
1. ↑  . 浙江日报报业集团. 2019-03-13  [2020-08-28]. （原始内容存档于2020-08-28）.
2. ↑  傅晓君、王路加、张榕. . 《解放军报》. 2017-09-20  [2020-08-28]. （原始内容存档于2020-08-28）.
3. ↑  . 中共浙江省委组织部. 2021  [2021-06-19]. （原始内容存档于2021-06-24）.